# ارلینگتون (کنتاکی)
ارلینگتون (به انگلیسی: Earlington) شهری در ایالت کنتاکی کشور ایالات متحده آمریکا است که جمعیت آن در سرشماری سال ۲۰۱۰ میلادی، ۱٬۴۱۳ نفر بوده‌است.